# Carl McAdams
Carl Lee McAdams (* 26. April 1944 in Dumas, Texas) ist ein US-amerikanischer ehemaliger American-Football-Spieler. Von 1967 bis 1969 spielte er für die New York Jets.